# Schots Open 2014
Het Schots Open was een golftoernooi van de Europese PGA Tour. In 2014 werd het gespeeld op de Royal Aberdeen Golf Club van 10-13 juli. Het prijzengeld is € 3.000.000, waarvan de winnaar € 500.000 krijgt. De winnaar van 2013, Phil Mickelson, kwam zijn titel verdedigen.
Net als bij het Iers- en Frans Open zouden zich drie spelers kwalificeren voor deelname aan het Brits Open mits zij in de top-10 eindigen. De spelers die zich al hebben gekwalificeerd, hebben een O achter hun naam. Dit zijn er veel meer dan bij het Frans Open omdat er diverse kwalificatietoernooien zijn geweest.
Het Schots Open trekt altijd veel grote namen, vooral omdat het sinds 1972, toen de Tour begon, altijd in de week voor het Brits Open is gespeeld.
In 2014 deden 10 winnaars van een of meerdere Major Championships mee, die gezamenlijk 26 Majors wonnen: Darren Clarke, Ernie Els, Nick Faldo, Padraig Harrington, Paul Lawrie, Rory McIlroy, Phil Mickelson, José María Olazabal, Louis Oosthuizen en Justin Rose. Ook Miguel Ángel Jiménez ontbreekt niet, hij is de oudste speler op de Europese Tour (50 jaar en 6 maanden), en won er 27 toernooien waarvan twee in 2014.

## Verslag

### Ronde 1
François Calmels maakte op hole 8 de eerste hole-in-one. The Players Foundation en hoofdsponsor Assett Management hadden besloten 10 pond uit te loven voor iedere yard van de betreffende hole. Zijn hole-in-one bracht £1.480 op. De tweede hole-in-one werd gemaakt door Tom Lewis op hole 17. Het was de eerste keer in zijn leven dat hij dit presteerde. De beloning was £ 1, – per yard. Ook werden alle birdies en eagles van de dag beloond. De dagopbrengst voor 437 birdies, 18 eagles en 2 holes-inone was £ 6355. Het geld gaat naar The Archie Foundation.

### Ronde 2
Voor Nicolas Colsaerts was dit toernooi de laatste mogelijkheid om zich te kwalificeren voor het Brits Open, en zijn eerste ronde gaf reden tot optimisme. Na ronde 2 had hij echter de cut gemist.
Joost Luiten stond na elf holes op −6 maar daarna maakte hij nog vijf bogeys. Thomas Pieters, die met Ricardo Gonzalez en John Parry speelde, eindigde met te veel slechte holes en miste de cut. Gonzalez eindigde met een dubbelbogey en gaf zijn voorsprong uit handen. De beste dagronde was 66 van Paul Waring.

### Ronde 3
In deze ronde maakten vier spelers een ronde van 66: Tyrrell Hatton, Craig Lee, Pablo Larrázaba; en Justin Rose, die daarmee met Marc Warren aan de leiding kwam. 

### Ronde 4
Het leekt erop dat Broberg, Gonzalo, Hatton en Lee deze ronde voor drie plaatsen in het Open speelden, maar alleen Broberg en Hatton waren de gelukkigen, het derde startbewijs ging naar Scott Jamieson, die na een ronde van 64 op de 8ste plaats eindigde.
Er werden deze week ruim 1300 birdies en ongeveer 65 eagles gemaakt, hetgeen ruim £ 19.000 opleverde voor het Archie Fund.
- Scores

| Naam               | R2D | OWGR | Score R1 | Score R1 | Nr   | Score R2 | Score R2 | Totaal | Nr  | Score R3 | Score R3 | Totaal | Nr  | Score R4 | Score R4 | Totaal | Nr  |
| ------------------ | --- | ---- | -------- | -------- | ---- | -------- | -------- | ------ | --- | -------- | -------- | ------ | --- | -------- | -------- | ------ | --- |
| Justin Rose O      | 25  | 6    | 69       | −2       | T10  | 68       | −3       | −5     | 4   | 66       | −5       | −10    | T1  | 65       | −6       | −16    | 1   |
| Kristoffer Broberg | 61  | 304  | 65       | −6       | T2   | 71       | par      | −6     | T1  | 68       | −3       | −9     | 3   | 68       | −3       | −12    | 2   |
| Marc Warren O      | 81  | 161  | 67       | −4       | T5   | 69       | −2       | −6     | T1  | 67       | −4       | −10    | T1  | 70       | −1       | −11    | 3   |
| Tyrrell Hatton     | 65  | 217  | 69       | −2       | T10  | 71       | par      | −2     | T8  | 66       | −5       | −7     | 4   | 68       | −3       | −10    | T4  |
| Scott Jamieson     | 124 | 211  | 74       | +3       | T83  | 67       | −4       | −1     | T19 | 70       | −1       | −2     | T11 | 64       | −7       | −9     | T8  |
| Rory McIlroy O     | 4   | 8    | 64       | −7       | 1    | 78       | +7       | par    | T34 | 68       | −3       | −3     | T13 | 67       | −4       | −7     | T14 |
| Craig Lee          | 130 | 254  | 72       | +1       | T61  | 69       | −2       | −1     | T19 | 66       | −5       | −6     | T5  | 71       | par      | −6     | T16 |
| Ricardo Gonzalez   | 171 | 350  | 65       | −6       | T2   | 71       | par      | −6     | T1  | 71       | par      | −6     | T5  | 71       | par      | −6     | T16 |
| Joost Luiten O     | 14  | 44   | 73       | +2       | T78  | 70       | −1       | +1     | T50 | 72       | +1       | +2     | T55 | 70       | −1       | +1     | T51 |
| Daan Huizing       | 130 | 235  | 75       | +4       | T118 | 71       | par      | +4     | MC  |          |          |        |     |          |          |        |     |
| Nicolas Colsaerts  | 96  | 152  | 69       | −2       | T13  | 77       | +6       | +4     | MC  |          |          |        |     |          |          |        |     |
| Robert-Jan Derksen | 69  | 181  | 73       | +2       | T78  | 74       | +3       | +5     | MC  |          |          |        |     |          |          |        |     |
| Thomas Pieters     | 70  | 289  | 71       | par      | T40  | 76       | +5       | +5     | MC  |          |          |        |     |          |          |        |     |

| Leider |  | Toernooirecord |  | R2D = Race To Dubai |  | OWGR |  | MC = missed cut = cut gemist |

## Spelers
| - Felipe Aguilar - Thomas Aiken - Kiradech Aphibarnrat O - Matthew Baldwin O - Seve Benson - Gaganjeet Bhullar - Thomas Bjørn (1996) O - Richard Bland - Jonas Blixt O - Grégory Bourdy O - Kristoffer Broberg - Daniel Brooks - Rafa Cabrera Bello O - François Calmels - Jorge Campillo - Alejandro Cañizares - Johan Carlsson - Magnus A. Carlsson - Paul Casey O - Darren Clarke O - George Coetzee O - Nicolas Colsaerts - Marco Crespi - Eduardo de la Riva - Carlos Del Moral - Robert-Jan Derksen - Robert Dinwiddie - Chris Doak - Luke Donald (2011) O - Jamie Donaldson O - David Drysdale - Victor Dubuisson O - Simon Dyson - Ernie Els (2000, 2003) O - Nacho Elvira - Niclas Fasth - Darren Fichardt - Ross Fisher | - Tommy Fleetwood O - Mark Foster - Rickie Fowler O - Stephen Gallacher O - Ricardo Gonzalez - Branden Grace O - Richard Green - Emiliano Grillo - JB Hansen - Soren Hansen - Peter Hanson - Padraig Harrington O - Tyrrell Hatton - Michael Hoey O - David Horsey - Davis Howell O - Daan Huizing - Mikko Ilonen O - Raphaël Jacquelin - Thongchai Jaidee O - Scott Jamieson - Jin Jeong O - Miguel Angel Jiménez O - Matt Jones O - Roope Kakko - Shiv Kapur - Robert Karlsson O - Simon Khan - Maximilian Kieffer - Sihwan Kim - Søren Kjeldsen - Brooks Koepka O - Jbe' Kruger - Pablo Larrazábal O - Paul Lawrie O - Peter Lawrie - Craig Lee - Thomas Levet (2004) - Alexander Levy | - Tom Lewis - Wen-chong Liang - José-Filipe Lima - Shane Lowry O - Joost Luiten O - Mikael Lundberg - David Lynn - Morten Ørum Madsen - Matteo Manassero O - Stuart Manley - Gareth Maybin - Paul McGinley - Rory McIlroy O - Jamie McLeary O - Phil Mickelson (2013) O - Edoardo Molinari O - Francesco Molinari O - Garth Mulroy - Matthew Nixon - José María Olazábal - Louis Oosthuizen O - Wade Ormsby - Adrian Otaegui - Ryan Palmer O - John Parry - Andrea Pavan - Eddie Pepperell - Thomas Pieters - Ian Poulter O - Julien Quesne - Alvaro Quiros - Richie Ramsay - Victor Riu O - Robert Rock - Justin Rose O - Brett Rumford O - Ricardo Santos - Marcel Siem - Jeev Milkha Singh - Lee Slattery | - Kevin Stadler O - Gary Stal - Richard Sterne O - Graeme Storm - Andy Sullivan - Simon Thornton - Peter Uihlein O - Dawie Van der Walt O - Jimmy Walker O - Anthony Wall - Justin Walters O - Paul Waring - Marc Warren O - Romain Wattel - Steve Webster - Lee Westwood (1998) O - Peter Whiteford - Bernd Wiesberger O - Danny Willett O - Chris Wood - Fabrizio Zanotti Voormalige winnaars - Edoardo Molinari (2010) - Grégory Havret (2007) - Johan Edfors (2006) Invitaties - Michael Miller - Russell Knox - Kevin Phelan - Martin Laird - Nick Faldo O Schotse PGA - Matt Fod - Matthew Cort - Greig Hutcheon Amateur - Ollie Schniederjans WAGR 1 - Alexander Culverwell WAGR 266 |

De amateurs
Alexander Culverwell won in 2013 het Schots Amateur 2013, Dit was zijn eerste proftoernooi, hij miste de cut.
Ollie Schniederjans staat op de 1ste plaats van de wereldranglijst sinds Matthew Fitzpatrick en Patrick Rodgers professional werden na het US Open. Hij is derdejaars op Georgia Tech, hij won het afgelopen studiejaar vier toernooien en speelde in juni 2014 in de Palmer Cup. Bij dit Schots Open speelde hij vier rondes.
2010 · 2011 · 2012 · 2013 · 2014
 South African Open Championship ·
 Alfred Dunhill Championship ·
 Nedbank Golf Challenge ·
 Hong Kong Open ·
 Nelson Mandela Championship ·
 Volvo Golf Champions ·
 Abu Dhabi Golf Championship ·
 Commercialbank Qatar Masters ·
 Dubai Desert Classic ·
 Joburg Open ·
 Africa Open ·
 WGC-Accenture Match Play Championship ·
 Tshwane Open ·
 WGC-Cadillac Championship ·
 Trophée Hassan II ·
 EurAsia Cup ·
 NH Collection Open ·
 The Masters ·
 Maybank Malaysian Open ·
 Volvo China Open ·
 The Championship at Laguna National ·
 Madeira Islands Open ·
 Open de España ·
 BMW PGA Championship ·
 Nordea Masters ·
 Lyoness Open ·
 US Open ·
 Iers Open ·
 BMW International Open ·
 Open de France ·
 Scottish Open ·
 The Open Championship ·
 M2M Russian Open ·
 WGC-Bridgestone Invitational ·
 US PGA Championship ·
 Made in Denmark ·
 D+D Real Czech Masters ·
 Italiaans Open ·
 European Masters ·
 KLM Open ·
 Wales Open ·
 Ryder Cup ·
 Alfred Dunhill Links Championship ·
 Portugal Masters ·
 Volvo World Match Play Championship ·
 Perth International ·
 BMW Masters ·
 WGC-HSBC Champions ·
 Turks Open ·
 Dubai World Championship